# Giampiero Solari
Giampiero Solari (Lima, 23 aprile 1957) è un drammaturgo, regista teatrale, autore televisivo e regista televisivo italiano.

## Biografia
Nato da una famiglia proveniente da Chiavari, entra molto presto in contatto con il teatro frequentando il teatro di famiglia ed in seguito il teatro municipale di Lima partecipando agli allestimenti delle compagnie teatrali straniere e nazionali. Nel 1977 frequenta la Civica Scuola del Piccolo Teatro di Milano come allievo regista. Fonda nel 1981 la compagnia Te-Atro con la quale firma diverse regie e inizia ad insegnare recitazione e regia presso la Civica Scuola di Teatro Paolo Grassi di Milano. Proprio negli anni ottanta intraprende una longeva carriera da regista teatrale.
Nel 1985 fonda la compagnia Teatro Atomico con Mario Sala e Lorenzo Lois, mentre nel 1995 crea la compagnia Les Italiens insieme a Paolo Rossi e Lucia Vasini. Nel 1992 cura per le giornate della moda di Palazzo Pitti alcune sfilate per Romeo Gigli, con le luci di Henri Alekan; nei tre anni successivi lavora nell'ambito delle sfilate con lo stilista Rifat Ozbek. Dal settembre 1998 è direttore artistico del Teatro Stabile delle Marche per il quale cura diverse produzioni e nel cui ambito crea la compagnia del Teatro Stabile delle Marche formata da ventiquattro giovani attori. Viene nominato nel 2005 assessore ai beni culturali della regione Marche. Nel 2007 firma il nuovo allestimento di Aida all'Arena di Verona. Dal dicembre 2015 al dicembre 2019 è stato direttore della Civica Scuola di Teatro Paolo Grassi di Milano.

## Teatro

### Regista
- Alla città di Roma, di Gerolamo Rovetta. Teatro Stabile di Brescia (1981)
- Le intellettuali di Molière. Milano D'Estate (1982)
- Saved, di Edward Bond. Asti Teatro (1982-1983)
- Bastardi, di Barrie Keeffe. Compagnia Teatro Atomico e Teatro di Porta Romana di Milano (1982-1983)
- Una specie di Alaska, di Harold Pinter, con Anna Bonaiuto. Teatro Niccolini di Firenze (1986)
- Due di noi, di Michael Frayn, con Marina Confalone, Giampiero Bianchi. Teatro Niccolini di Firenze (1987)
- Sogno di una notte di mezza estate, di William Shakespeare. Municipio di Lima (1987)
- Night in Tunisia, con Paolo Rossi, Lucia Vasini. Festival di Volterra (1987)
- Le visioni di Mortimer, di Giampiero Solari, Riccardo Piferi, Stefano Benni e Paolo Rossi, con Paolo Rossi, Lucia Vasini e Gianni Palladino (1988)
- La mandragola, di Niccolò Machiavelli. Teatro Niccolini di Firenze (1989)
- La vita è sogno, di Pedro Calderón de la Barca, con Andrea Giordana e Benedetta Buccellato (1989)
- La commedia da due lire, con Paolo Rossi, Lucia Vasini, David Riondino, Antonio Catania, Gigio Alberti, Bebo Storti, Adolfo Margiotta, Massimo Olcese (1990)
- Plaza suite, di Neil Simon, con Gianrico Tedeschi, Marianella Laszlo (1991)
- Cuccioli, di Andrea Jeva. Teatro di Porta Romana di Milano (1991)
- La musica in fondo al mare (1991)
- La pistola e il corason, con Lucia Vasini (1992)
- C'è quel che c'è, di Giampiero Solari e Gino e Michele, con Paolo Rossi (1992)
- Operaccia romantica, con Paolo Rossi (1993)
- La notte poco prima della foresta, di Bernard-Marie Koltès. Asti Teatro (1993)
- Pop e Rebelot, con Paolo Rossi e Vinicio Capossela (1994)
- Tamburi nella notte, di Bertolt Brecht. Teatro di Porta Romana e Festival Internazionale di Caracas (1994)
- Il catalogo, di Jean-Claude Carrière, con Renzo Montagnani e Micol Pambieri (1994)
- Uomo, con Antonio Albanese (1994)
- Jubilaum, di George Tabori, con Cochi Ponzoni, Toni Bertorelli, Barbara Valmorin, Paolo Rossi, Lucia Vasini, Bebo Storti, Francesco Bolo Rossini. Compagnia Les Italiens e Asti Teatro (1995)
- Milanon Milanin. Compagnia Les Italiens e Piccolo Teatro di Milano (1995)
- Il circo di Paolo Rossi (1996)
- Rabelais, con Paolo Rossi (1996)
- Valeria e gli uccelli, di José Sanchis Sinisterra, con Lucia Vasini (1996)
- Vizio di famiglia, con Maria Amelia Monti e Gigio Alberti. Teatro Franco Parenti (1997)
- Caccia ai topi, di Peter Turrini. Mittelfest (1997)
- Aspettando - Suite per Godot), di Gian Luca Favetto. Gruppo della Rocca (1997)
- Giù al nord, di Giampiero Solari, Michele Serra, Marco Santin, con Antonio Albanese (1997)
- Brancaleone - Viaggio di fine millennio, di Age & Scarpelli e Mario Monicelli, con Massimo Venturiello. Teatro Stabile delle Marche (1998)
- Giorni felici, di Samuel Beckett, con Lucilla Morlacchi. Teatro Stabile delle Marche (1999)
- Il diluvio fa bene ai gerani, con Enrico Bertolino. Teatro Stabile delle Marche – ITC2000 (2001-2003)
- Lotta di negro contro cani, di Bernard-Marie Koltès, con Remo Girone. Teatro Stabile delle Marche (2003-2004)
- Il borghese gentiluomo, di Molière, con Giorgio Panariello. Teatro Stabile delle Marche (2003-2005)
- Hair (2007)
- Mi scappa da ridere, di Michelle Hunziker (2010-2013)
- Penso che un sogno così..., con Giuseppe Fiorello (2013-2016)
- L'ora del Rosario, con Fiorello (2015)
- Performance, con Virginia Raffaele (2016)

### Attore
- La tempesta, di William Shakespeare, regia di Carlo Cecchi (1985)

### Regista assistente
- Il misantropo, di Molière, regia di Carlo Cecchi (1986)

## Videoclip
- Canzonacce – Paolo Rossi (1994)

## Programmi TV

### Autore
- Su la testa! (Rai 3, 1992)
- Taratata (Rai 1, 1998-2001)
- C'era un ragazzo (Rai 1, 1999)
- Pavarotti & Friends (Rai 1, 1999-2000)
- David di Donatello (Rai 1, 1999-2000)
- Francamente me ne infischio (Rai 1, 1999)
- Tutti gli Zeri del mondo (Rai 1, 2000)
- Torno sabato (Rai 1, 2000-2004)
- Uno di noi (Rai 1, 2001-2002)
- Stasera pago io (Rai 1, 2001-2004)
- Ma il cielo è sempre più blu (Rai 1, 2004)
- Apocalypse Show (Rai 1, 2007)
- Il più grande spettacolo dopo il weekend (Rai 1, 2011)

### Direttore artistico
- X Factor
- Stasera Laura: ho creduto in un sogno (Rai 1, 2014)

### Supervisione artistica
- La bella e la besthia (Rai 1, 2002)